# Khosro II
Ne doit pas être confondu avec Khosrô II de Parthie.
Khosro ou Khosrow II (Chosroès en grec et dans la littérature historique francophone, Kisra en arabe et dans la tradition musulmane), parfois appelé Parviz ou Parwîz (« le Victorieux »), est un empereur sassanide d'Iran ayant régné de 590 à 628.
Khosro II, fils d’Hormizd IV (règne : 579–590) et petit-fils de Khosro Ier Anushirvan (règne : 531–579), fut le dernier roi sassanide à régner longuement avant la conquête musulmane de l’Iran, amorcée cinq ans après son exécution. D’abord détrôné, il retrouva son trône grâce au soutien de l’empereur byzantin Maurice, puis, une décennie plus tard, il entreprit d’imiter les conquêtes des Achéménides en s’emparant de vastes provinces orientales de l’Empire romain d’Orient. Son règne fut marqué par des conflits incessants avec Byzance et des luttes internes contre des usurpateurs tels que Bahram Chobin et Vistahm.
En 602, Khosro déclencha une guerre contre les Byzantins, officiellement pour venger l’assassinat de Maurice, son bienfaiteur. Les troupes perses envahirent de vastes territoires byzantins, ce qui valut à Khosro l’épithète de « Victorieux ». Toutefois, le siège de Constantinople en 626 échoua. L’empereur Héraclius, allié aux Turcs, lança alors une contre-offensive audacieuse et victorieuse en plein cœur de la Perse.
Face au mécontentement croissant provoqué par la guerre, les grandes familles féodales sassanides soutinrent un coup d’État, au terme duquel Khosro II fut renversé et exécuté par son propre fils Sheroe, qui monta sur le trône sous le nom de Kavadh II. Cette rupture dynastique déclencha une guerre civile, un interrègne prolongé et la perte totale des gains territoriaux acquis pendant la guerre contre Byzance.
Dans la littérature persane, notamment dans le Shâhnâmeh de Ferdowsi et le Khosrow et Chirine de Nizami (1141–1209), Khosro II est dépeint comme l’un des plus grands héros de la culture iranienne, aussi célèbre comme amant que comme roi. Le récit de Khosro et Chirine relate son amour légendaire pour la princesse araméenne Chirine, devenue son épouse après une longue cour marquée d’épreuves et de séparations.

## Premières années et lutte pour le trône

### Révolte de Bahram Chobin
En 590, le roi Hormizd IV disgracia et limogea l’un de ses généraux les plus en vue, Bahrām Chōbīn. Ce dernier, furieux de ce traitement, entra en rébellion. En raison de sa noblesse et de sa brillante carrière militaire, il fut rapidement rejoint par ses soldats et de nombreux autres partisans. Il nomma un nouveau gouverneur pour le Khorassan, puis se mit en marche vers la capitale sassanide, Ctésiphon.
La légitimité de la maison sassanide reposait sur l’acceptation du xwarrah, le « halo royal », censé avoir été attribué au premier roi sassanide, Ardachir Ier (r. 224–242), ainsi qu’à sa lignée, après sa victoire sur les Parthes. Or, cette légitimité fut explicitement contestée par Bahrām Chōbīn, marquant la première fois dans l’histoire sassanide qu’un prince d’origine parthe remettait en cause le droit au trône de la dynastie régnante.
Pendant ce temps, Hormizd IV tenta de se rapprocher de ses beaux-frères, Vistahm et Vinduyih, que l’auteur syriaque Josué le Stylite décrit comme « haïssant Hormizd à parts égales ». Les deux hommes menèrent alors un coup d’État de palais apparemment sans effusion de sang, au cours duquel Hormizd fut aveuglé à l’aide d’une aiguille chauffée à blanc, puis détrôné au profit de Khosrow II, son propre fils.
Quelques mois plus tard, probablement durant l’été 590, Hormizd fut exécuté sur ordre de ses beaux-frères, avec au moins l’assentiment implicite de Khosrow II. Bahrām Chōbīn poursuivit néanmoins sa marche sur Ctésiphon, prétextant vouloir venger Hormizd IV.
Khosrow adopta alors une stratégie mêlant menace et conciliation. Il adressa une lettre à Bahrām dans laquelle il rappelait la légitimité dynastique des Sassanides. Il s’y exprimait en ces termes :
« Khosrow, roi des rois, maître des puissants, seigneur des peuples, prince de la paix, salut des hommes, parmi les dieux l’homme bon et éternellement vivant, parmi les hommes le dieu le plus vénéré, le très illustre, le victorieux, celui qui se lève avec le soleil et prête au soir sa vision, celui que la renommée de ses ancêtres accompagne, le roi qui hait (le mal), le bienfaiteur ayant rassemblé les Sassanides et rendu aux Iraniens leur royauté — à Bahrām, général des Iraniens, notre ami... Nous avons accédé au trône de manière légitime, sans violer les coutumes iraniennes... Notre volonté de ne jamais retirer notre diadème est si ferme que nous espérons même régner sur d'autres mondes, si cela était possible... Si tu veux ton propre salut, réfléchis à ce qu’il convient de faire. »

### Lutte pour le trône
Bahrām Chōbīn ignora l’avertissement de Khosrow II et atteignit quelques jours plus tard le canal de Nahrawân, près de Ctésiphon, où il affronta les troupes de Khosrow. Bien que numériquement inférieures, ces dernières parvinrent dans un premier temps à contenir les assauts de Bahrām lors de plusieurs escarmouches. Cependant, leur moral fléchit rapidement, et elles furent finalement défaites par les forces de Bahrām.
Khosrow II prit alors la fuite avec ses deux oncles, ses épouses et un cortège de trente nobles, en direction du territoire byzantin, tandis que Ctésiphon tomba aux mains de Bahrām.
Ce dernier se proclama alors « roi des rois » à l’été 590, affirmant que le premier roi sassanide, Ardachîr Ier (r. 224–242), avait usurpé le trône des Arsacides, et qu’il restaurait désormais leur souveraineté.
Afin de renforcer la légitimité de sa prise de pouvoir, Bahrām fit appel à une croyance apocalyptique zoroastrienne, selon laquelle, à la fin du millénaire de Zoroastre, le monde connaîtrait un chaos accompagné de guerres contre les Huns (Héphtalites) et les Romains, avant l’apparition d’un sauveur. Comme les Sassanides identifiaient l’ère de Zoroastre à celle des Séleucides (312 av. J.-C.), le règne de Bahrām se situait alors vers la fin du millénaire prophétique, et il fut acclamé par certains comme le sauveur promis, Kay Bahrām Varjavand.
Il entreprit alors de restaurer l’Empire arsacide et d’inaugurer un nouveau cycle dynastique millénaire. Il fit frapper des monnaies à son effigie, où il apparaissait de face, barbu, coiffé d’une couronne crénelée ornée de deux croissants lunaires ; le revers représentait le feu sacré zoroastrien encadré de deux assistants, selon l’iconographie traditionnelle.
Malgré cette construction idéologique, de nombreux nobles et prêtres refusèrent de reconnaître son autorité, lui préférant Khosrow II, moins expérimenté mais issu de la lignée sassanide légitime.
Afin d’attirer l’attention de l’empereur byzantin Maurice (r. 582–602), Khosrow II se rendit en Syrie, et fit parvenir un message à la ville de Martyropolis, occupée par les Sassanides, pour lui demander de cesser toute résistance face aux Byzantins — en vain. Il adressa alors directement une requête d’aide à Maurice, sollicitant son soutien pour reconquérir le trône sassanide, ce que l’empereur accepta.En contrepartie, les Byzantins récupéreraient la souveraineté sur les villes d’Amida, Carrhes, Dara et Martyropolis. De plus, la Perse devait cesser toute intervention en Ibérie et en Arménie, cédant de fait le contrôle du Lázique (Lazistan) à l’Empire byzantin.

### Retour en Perse
En 591, Khosrow II se rendit à Constantia (probablement Şanlıurfa ou une ville voisine), où il prépara l’invasion des territoires de Bahrām Chōbīn en Mésopotamie. Pendant ce temps, ses oncles Vistahm et Vinduyih rassemblaient une armée en Adurbadagan, sous la surveillance du général byzantin Jean Mystacon, qui levait également des troupes en Arménie. Au terme de ces préparatifs, Khosrow, accompagné du commandant byzantin du sud, Comentiolus, lança l’invasion de la Mésopotamie. Lors de cette avancée, les villes de Nisibis et Martyropolis firent rapidement défection en sa faveur. Le général de Bahrām, Zatsparham, fut vaincu et tué au cours de la campagne. Un autre commandant de Bahrām, Bryzacius, fut capturé à Mossoul, mutilé (nez et oreilles tranchés), puis envoyé à Khosrow, qui ordonna son exécution. Khosrow II et le général byzantin Narsès poussèrent ensuite plus profondément en territoire contrôlé par Bahrām, et reprirent successivement Dara, puis Mardin en février 591. C’est à Mardin que Khosrow fut à nouveau proclamé roi, marquant officiellement son retour au pouvoir. Peu après, Khosrow envoya l’un de ses partisans iraniens, Mahbôdh, pour reprendre Ctésiphon, ce qu’il parvint à faire avec succès.
Parallèlement à l'offensive principale menée depuis la Mésopotamie, une force de 8 000 Iraniens sous le commandement de Vistahm et Vinduyih, accompagnée de 12 000 Arméniens dirigés par Moušeł II Mamikonian, lança une invasion de l’Adurbadagan, territoire au nord-ouest de l’empire. Face à cette menace, Bahrām Chōbīn tenta de désunir les forces ennemies par la diplomatie. Il adressa une lettre à Moushègh II, dans laquelle il lui reprochait son alliance avec les Sassanides :
« Quant à vous, Arméniens, qui affichez une loyauté intempestive, la maison des Sassanides n’a-t-elle pas détruit votre terre et votre souveraineté ? Pourquoi, sinon, vos pères se sont-ils rebellés et libérés de leur sujétion, combattant jusqu’à ce jour pour votre pays ? »
Dans cette lettre, Bahrām promettait que les Arméniens deviendraient des partenaires à part entière du nouvel empire iranien, désormais dirigé par une dynastie d’origine parthe, s’ils acceptaient de trahir Khosrow II. Toutefois, Moushègh rejeta catégoriquement la proposition, et les Arméniens poursuivirent leur appui à la restauration de Khosrow II.
Bahrām Chōbīn fut finalement vaincu lors de la bataille de Blarathon, ce qui le força à fuir vers l’est avec 4 000 hommes. Il se dirigea vers Nishapur, où il défit une armée lancée à sa poursuite, puis vainquit également une armée dirigée par un noble karénide dans la région du Qûmis. Sans cesse harcelé, il traversa ensuite l’Oxus (Amou-Daria) et fut accueilli avec honneur par le Khagan des Turcs, qui était très probablement Birmudha — le même prince turc que Bahrām avait vaincu et capturé quelques années auparavant lors de ses campagnes contre les Turcs. Bahrām Chōbīn entra au service du Khagan, fut nommé commandant dans son armée, et obtint de nouveaux succès militaires. Il acquit une grande popularité après avoir sauvé le Khagan d’un complot ourdi par son frère Byghu (probablement une transcription fautive de yabghu, un titre turcique). Cependant, Khosrow II, encore en consolidation de son pouvoir, ne pouvait se sentir en sécurité tant que Bahrām Chōbīn vivait. Il parvint finalement à obtenir son assassinat, en orchestrant une distribution de présents et de pots-de-vin auprès des membres de la famille royale turque, notamment la reine. Les derniers partisans de Bahrām retournèrent alors dans le nord de l’Iran, où ils rejoignirent la révolte de Vistahm (actif entre 590/591 et 596, ou selon d'autres sources 594/595–600).

## Consolidation de l'Empire
Une fois son autorité restaurée, Khosrow II entreprit de consolider son emprise sur le royaume, ce qui inclut une politique de tolérance et de soutien envers ses sujets chrétiens.
Sa principale épouse, Chirine, une chrétienne originaire du Khuzestan, joua un rôle majeur dans la bienveillance manifestée par la cour sassanide envers les chrétiens mésopotamiens. Elle fit construire une église et un monastère à proximité du palais royal de Ctésiphon, lesquels recevaient une part du trésor royal destinée au paiement des salaires du clergé et à l’entretien des ornements liturgiques. Dans ce contexte favorable, les Lakhmides/Nasrides, Arabes vassaux de l’empire installés à al-Hira, purent se convertir ouvertement au christianisme nestorien sans risquer de froisser la cour sassanide.
Pendant les onze premières années du règne restauré de Khosrow, les relations entre l’Iran sassanide et l’Empire byzantin furent excellentes. Cette entente se manifesta notamment dans la gestion des affaires arméniennes. Au cours des années 590, de nombreux nobles arméniens et leurs partisans cherchèrent asile en Perse pour échapper à la conscription imposée par Maurice dans ses campagnes balkaniques. Grâce à l’ouverture des frontières entre les deux empires, ces nobles purent immigrer librement en Iran et même accéder à des promotions. Toutefois, lorsqu’ils manifestèrent l’intention de combattre les Byzantins, les autorités sassanides coopérèrent avec les Byzantins pour désamorcer ces velléités et préserver la paix.

### Révolte de Vistahm
Après sa victoire et sa restauration sur le trône, Khosrow II récompensa ses deux oncles pour leur soutien décisif : Vinduyih fut nommé trésorier et premier ministre, tandis que Vistahm reçut le poste de spāhbed de l’Est, un commandement qui englobait les régions du Tabaristan et du Khorassan, terres traditionnelles de la puissante famille Ispahbudhan à laquelle ils appartenaient.
Cependant, Khosrow II changea rapidement d’attitude. Désireux de se dissocier du meurtre de son père Hormizd IV, il décida de faire exécuter ses deux oncles. Cette décision s’explique également par la méfiance traditionnelle des rois sassanides envers les magnats trop puissants, ainsi que par le ressentiment personnel de Khosrow à l’égard du ton condescendant de Vinduyih, qui avait joué un rôle central dans son retour au pouvoir. Vinduyih fut rapidement exécuté ; selon une source syriaque, il aurait été capturé alors qu’il tentait de fuir vers l’Est pour rejoindre son frère Vistahm.
À l’annonce de la mort de son frère Vinduyih, Vistahm se souleva ouvertement contre Khosrow II. Selon l’historien al-Dīnawarī, Vistahm envoya une lettre au roi, dans laquelle il revendiquait la couronne sur la base de son héritage parthe (arsacide) :
« Tu n’es pas plus digne de régner que moi. En vérité, je suis plus légitime que toi par ma descendance de Darius, fils de Darius, qui combattit Alexandre. Vous, les Sassanides, avez pris le dessus sur nous [les Arsacides] par la ruse, avez usurpé notre droit, et nous avez traités avec injustice. Ton ancêtre Sasan n’était qu’un berger. »
La révolte de Vistahm — à l’instar de celle de Bahrām Chōbīn peu avant — rencontra un soutien rapide et massif. Des notables locaux ainsi que les restes de l’armée de Bahrām se rallièrent à lui, d’autant plus qu’il avait épousé Gordiya, la sœur de Bahrām Chōbīn, renforçant ainsi sa légitimité auprès des partisans de l’ancien général. Vistahm repoussa plusieurs tentatives des loyalistes visant à le vaincre, et parvint à établir son autorité sur tout le nord et l’est de l’Empire sassanide, depuis le fleuve Oxus jusqu’à la région d’Ardabil à l’ouest. Il mena même une campagne victorieuse en Transoxiane, où il soumit deux princes héphtalites, Shaug et Pariowk. La date exacte de son soulèvement reste incertaine. Les monnaies frappées à son nom indiquent que la rébellion dura sept ans. Les dates généralement admises sont environ 590–596, mais certains chercheurs, comme J. D. Howard-Johnston et Parvaneh Pourshariati, proposent un déclenchement plus tardif, vers 594/595, coïncidant avec la révolte des Vahewuni en Arménie.
Alors que Vistahm commençait à menacer la Médie, Khosrow II lança plusieurs campagnes militaires contre lui, sans parvenir à obtenir de résultat décisif. Vistahm et ses partisans se replièrent dans les montagnes du Gîlân, tandis que plusieurs contingents arméniens de l’armée royale firent défection et rejoignirent sa cause. Finalement, Khosrow fit appel au noble arménien Smbat IV Bagratouni, qui affronta Vistahm près de Qûmîs. Lors de la bataille, Vistahm fut assassiné — soit par le prince Pariowk sur ordre de Khosrow, soit, selon une autre tradition, par sa propre épouse Gordiya. Malgré la mort de leur chef, les troupes de Vistahm réussirent à repousser l’armée royale à Qûmîs. Il fallut une nouvelle campagne conduite par Smbat l’année suivante pour anéantir définitivement la rébellion.
En 600, Khosrow II fit exécuter al-Nuʿmān III, roi des Lakhmides d’al-Ḥîra. Cette décision aurait été motivée, selon les sources, par le refus du roi arabe de lui accorder la main de sa fille al-Ḥurqah, ainsi que par des insultes proférées à l’égard des femmes perses. À la suite de cette exécution, le gouvernement sassanide central reprit directement en main la défense des frontières occidentales face au désert, mettant ainsi fin à l’autonomie du royaume lakhmide, qui avait jusque-là servi de zone tampon stratégique. Cette décision se révéla lourde de conséquences : moins de dix ans après la mort de Khosrow II, cette absence de protection intermédiaire facilita l’invasion et la conquête de la Basse-Mésopotamie par les califes musulmans.

## Guerre perso-byzantine

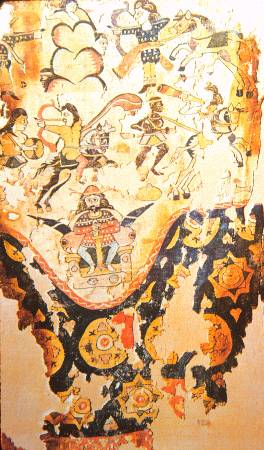
Laine tissée égyptienne (pantalon ou rideau), copie d'une soie sassanide importée, elle-même fondée sur une fresque du roi perse Khosro II se battant contre les forces éthiopiennes au Yémen,.

### L'invasion des provinces byzantines
Au début de son règne, Khosrow II entretenait de bonnes relations avec l’Empire byzantin. Toutefois, en 602, l’empereur Maurice fut assassiné par son général Phocas (r. 602–610), qui usurpa le trône. Khosrow déclencha alors une offensive contre Constantinople, officiellement pour venger la mort de son allié, mais ses ambitions incluaient clairement l’annexion du plus de territoires byzantins possible. Aux côtés de ses plus brillants généraux, Shahrbaraz et Shahîn Vahmanzâdeh, Khosrow II s’empara rapidement de Dara et Édesse en 604, et reconquit les territoires perdus dans le nord, rétablissant ainsi la frontière sassanide à sa position antérieure à l’accord de 591 conclu avec Maurice après la guerre contre Bahrām Chōbīn. Après cette reconquête initiale, Khosrow se retira du commandement militaire direct, confiant la poursuite des opérations à ses généraux.
Les armées sassanides envahirent ensuite la Syrie et l’Asie Mineure, qu’elles pillèrent systématiquement, atteignant Chalcédoine en 608, aux portes de Constantinople. En 610, Héraclius se révolta contre Phocas, qu’il fit exécuter, puis se fit couronner empereur byzantin. Il tenta alors d’entamer des négociations de paix avec Khosrow II en lui envoyant des ambassadeurs. Khosrow rejeta catégoriquement la proposition et déclara :
« Ce royaume m’appartient, et je placerai sur le trône le fils de Maurice, Théodose. [Quant à Héraclius], il a pris le pouvoir sans notre accord, et vient maintenant nous offrir nos propres trésors comme présents. Mais je ne cesserai qu’une fois qu’il sera entre mes mains. »
Il fit ensuite exécuter les ambassadeurs byzantins. En 613 et 614, le général Shahrbaraz s’empara de Damas, puis de Jérusalem, d’où il fit enlever en triomphe la Vraie Croix. Peu après, Shahîn mena une campagne à travers l’Anatolie, infligeant plusieurs défaites aux Byzantins et conquérant l’Égypte en 618.
Affaibli par des divisions internes et confronté aux Avars et aux Slaves qui franchissaient le Danube, l’Empire byzantin était incapable d’opposer une résistance sérieuse. En 622–623, les Sassanides prirent Rhodes ainsi que plusieurs îles de la mer Égée orientale, menaçant Constantinople d’une attaque navale. La situation à Constantinople était si critique que l’empereur Héraclius envisagea de transférer le gouvernement impérial à Carthage, en Afrique du Nord.

### Invasion des Turcs
Vers 606/607, Khosrow II rappela le général Smbat IV Bagratouni d’Arménie sassanide, et le chargea de repousser une incursion des Turco-Hephtalites, qui avaient pénétré jusqu’à Spahan, au cœur de l’Iran central. Smbat, aidé d’un prince iranien nommé Datoyean, parvint à repousser les envahisseurs et mena une contre-attaque jusqu’en Khorassan oriental, où il aurait, selon les sources, tué le roi ennemi en combat singulier. En récompense, Khosrow II décerna à Smbat le titre honorifique de Khosrow Shun (« la Joie [ou la Satisfaction] de Khosrow »), tandis que son fils, Varaz-Tiroç II Bagratouni, reçut le titre de Javitean Khosrow (« Khosrow éternel »).
Le chroniqueur arménien Sébéos rapporte l’événement dans ces termes :
« Il [Khosrow] ordonna que l’on pare un immense éléphant et qu’on le mène à la salle d’audience. Il commanda que Varaztirots, le fils de Smbat (que le roi appelait Javitean Khosrow), soit installé sur le dos de l’éléphant. Il fit ensuite disperser des trésors sur la foule. Il écrivit à Smbat un hrovartak [message impérial] exprimant sa grande satisfaction, et le convoqua à la cour avec grande pompe. [Smbat] mourut dans la 28ᵉ année du règne de Khosrow [soit vers 618–619] ».

### Contre-offensive byzantine
En 622, malgré les progrès importants des armées sassanides dans la région de la mer Égée, l’empereur byzantin Héraclius fut en mesure de prendre le terrain avec une armée puissante. En 624, il pénétra en Adurbadagan septentrional, où il fut accueilli favorablement par Farrukh Hormizd et son fils Rostam Farrokhzad, deux membres de l’élite iranienne qui s’étaient révoltés contre Khosrow II. Héraclius entama alors une campagne de pillages, visant notamment plusieurs villes et sanctuaires zoroastriens, dont le célèbre temple d’Adur Gushnasp, l’un des trois grands temples du feu de l’Iran sassanide.
En 626, Héraclius s’empara de la Lazique (Colchide). La même année, le général sassanide Shahrbaraz atteignit Chalcédoine, sur le Bosphore, et tenta de prendre Constantinople avec le soutien des Avars et des Slaves. Lors de ce siège de Constantinople, les forces sassanides, slaves et avares échouèrent dans leur tentative de conquête de la capitale byzantine. Les murs de Constantinople, puissamment fortifiés, tinrent tête aux machines de guerre. De plus, l’absence de flotte efficace chez les Slaves et les Iraniens les empêcha de contourner les murailles maritimes ou d’établir des lignes de communication efficaces. Le manque de ravitaillement força finalement les Avars à lever le siège.
Après cet échec, Shahrbaraz fut battu, et retira son armée d’Anatolie en 628. À la suite de la troisième guerre perso-turque en 627, Héraclius remporta une victoire décisive lors de la bataille de Ninive contre l’armée iranienne, et avança vers Ctésiphon. Khosrow II, qui se trouvait alors dans sa résidence favorite de Dastagird (près de Ctésiphon), prit la fuite sans opposer de résistance. Héraclius s’empara alors de Dastagird, qu’il pilla abondamment.

### Chute et mort
Après la prise de Dastagird par Héraclius, les grandes familles féodales de l’Empire sassanide décidèrent de libérer Sheroe, fils de Khosrow II, jusque-là tenu à l’écart du pouvoir. Ce complot regroupait notamment le spāhbed Farrukh Hormizd de la famille des Ispahbudhan, ses deux fils Rostam Farrokhzād et Farrukhzad, le général Shahrbaraz (famille des Mihran), le chef arménien Varaztirots II Bagratouni, représentant le parti pro-arménien, et enfin Kanadbak de la famille des Kanārangīyān.
Dans la nuit du 25 février 628, les gardes de nuit de Ctésiphon, qui criaient habituellement le nom du roi régnant, proclamèrent celui de Sheroe, signalant ainsi un coup d’État. Sheroe, avec l’aide de son général Aspad Gushnasp, prit le contrôle de la capitale, fit emprisonner Khosrow II dans la maison d’un certain Mehr-Sepand (ou Maraspand), puis prit le nom dynastique de Kavad II.
Il ordonna alors à Aspad Gushnasp de conduire un procès d’accusation contre son père, que Khosrow repoussa point par point.
Peu après, Kavad II ordonna l’exécution de tous ses frères et demi-frères, y compris Mardanshah, héritier désigné et fils préféré de Khosrow. Ces princes étant tous bien éduqués, valeureux et expérimentés, cette décision fut qualifiée par les sources d’« accès de folie meurtrière » et de « geste irréfléchi », car elle priva la dynastie sassanide de tout successeur compétent.
Trois jours plus tard, il chargea Mihr Hormozd d’exécuter Khosrow II, mais fit lui-même tuer Mihr Hormozd peu après. Les filles de Khosrow, Boran et Azarmidokht, auraient alors critiqué vivement leur frère pour sa cruauté, ce qui l’aurait rempli de remords.
Sous la pression des nobles, Kavad II conclut rapidement la paix avec l’empereur Héraclius : les Byzantins récupérèrent tous leurs territoires perdus, leurs prisonniers, une indemnité de guerre, ainsi que la Vraie Croix et d’autres reliques chrétiennes prises à Jérusalem en 614.
Les décisions de Kavad II sont considérées comme un tournant décisif dans l’histoire de l’Empire sassanide, et certains chercheurs les jugent comme un élément déterminant dans sa chute. L’assassinat de Khosrow et la crise de succession qui suivit déclenchèrent une guerre civile, au cours de laquelle les grandes familles nobles acquirent une autonomie quasi complète, formant leurs propres centres de pouvoir.
Les rivalités entre les familles nobles perses (Parsig) et parthes (Pahlav) resurgirent, contribuant à dilapider les ressources du royaume.
Cette anarchie politique ne prit fin qu’avec l’accession au trône de Yazdgard III, petit-fils de Khosrow II, à l’âge de huit ans. Mais ce jeune roi hérita d’un empire désintégré, qui reçut son coup fatal lors de la conquête arabe, avec la défaite de 651.

## Politique religieuse
Comme tous les rois sassanides, Khosrow II était un adepte du zoroastrisme. Depuis le Ve siècle, les souverains sassanides avaient pris conscience de l’importance des minorités religieuses dans l’Empire, et cherchaient à les intégrer dans une structure administrative commune, dans laquelle tous les habitants — selon les principes juridiques — étaient traités comme des « hommes/femmes du royaume » (mard / zan ī šahr). Les Juifs et les chrétiens (à l’exception des manichéens, persécutés) avaient accepté le concept d’Ērānshahr / Iran — autrefois indissociable du zoroastrisme — et se considéraient comme partie intégrante de l’État sassanide. Le règne de Khosrow fut marqué par des conflits constants entre chrétiens monophysites et nestoriens. Il favorisa les monophysites, ordonnant à ses sujets d’adhérer à cette confession, probablement sous l’influence de son épouse chrétienne Chirine et de son médecin Gabriel de Sinjar, tous deux proches de cette branche du christianisme. Il distribua également des aumônes et des dons aux sanctuaires chrétiens, ce qui fit croire à certains auteurs arméniens qu’il s’était converti au christianisme.
Cette tolérance religieuse exceptionnelle — probablement motivées par des raisons politiques — suscita l’hostilité du clergé zoroastrien, tout en favorisant une forte expansion du christianisme dans l’Empire. En 591, au début de son règne, les négociations byzantino-sassanides débouchèrent sur un édit de tolérance, fondé sur le principe d’interdiction du prosélytisme. Toutefois, selon l’historienne Nina Garsoïan, Khosrow revint à la politique fluctuante de tolérance et de répression après la mort de son allié Maurice en 602 : certains chrétiens continuèrent de bénéficier de sa faveur, tandis que plusieurs hauts fonctionnaires et prélats chrétiens furent exécutés. Durant la guerre contre Byzance, les élites et institutions chrétiennes furent intégrées au système sassanide, dans le cadre du projet impérial d’absorption des territoires byzantins. La noblesse chrétienne connut alors un apogée inédit sous Khosrow II. Le nakharar arménien Moušeł II Mamikonian fut ainsi le seul noble chrétien encensé par les historiographes de cour, notamment pour avoir refusé les offres de Bahram Chobin. Son choix de fidélité envers Khosrow II, plutôt qu’à sa patrie arménienne, lui valut d’être mentionné dans le Shahnameh, l’épopée nationale iranienne. Smbat IV Bagratouni, autre noble arménien, mena une carrière brillante : nommé commandant des frontières de Gorgan (région hautement stratégique), il fut ensuite placé à la tête du commandement militaire dans le Caucase. Sa maison, les Bagratouni, devint un pilier de l’autorité sassanide dans la région.
Khosrow II ne négligea pas pour autant les zoroastriens, et fit ériger plusieurs temples du feu. Toutefois, cela ne suffit pas à enrayer le déclin profond du clergé zoroastrien sous son règne. Selon Richard N. Frye, l’Église zoroastrienne de cette époque se distinguait davantage par son goût du luxe que par son engagement spirituel ou doctrinal.

## Numismatique
Lors de son second règne, Khosrow II fit ajouter sur ses monnaies l’idéogramme GDH, abréviation du mot moyen-perse xwarrah (« splendeur royale »), qu’il fit précéder du mot abzōt (« il a augmenté »), donnant ainsi l’inscription complète : « Khusrokhwarrah abzōt », c’est-à-dire « Khosrow, il a accru la splendeur royale ». Il rétablit également le titre de « Roi des Rois » (Shahanshah), absent depuis le règne de Péroz Ier (r. 459–484), qui réapparaît alors sur les émissions monétaires officielles. Selon M. Rahim Shayegan, l’adoption de ce titre par Khosrow fut « sans aucun doute une conséquence de sa politique byzantine », et visait à suggérer une résurrection idéologique de l’ancien Empire achéménide, dont les Sassanides se voulaient les héritiers spirituels et impériaux. Ses successeurs immédiats, Kavad II (r. 628) et Ardachir III (r. 628–630), s’abstinrent cependant de reprendre ce titre, probablement dans le but de se démarquer politiquement de Khosrow II et de son règne tumultueux.

## Khosro II dans la tradition islamique
Selon la tradition islamique, Khosrow II (en arabe : كسرى – Kisrā) fut l’un des rois à qui le prophète Muhammad envoya un messager, Abd Allah ibn Hudhafah as-Sahmi, porteur d’une lettre l’invitant à embrasser l’islam. Le contenu de cette lettre est généralement rapporté ainsi :
« Au nom d’Allah, le Tout Miséricordieux, le Très Miséricordieux. De Muhammad, Messager d’Allah, à Kisrā, le grand chef des Perses. Que la paix soit sur celui qui suit la voie de la vérité, qui croit en Allah et en Son Prophète, qui atteste qu’il n’y a d’autre dieu qu’Allah, sans associé, et que Muhammad est Son serviteur et Prophète. Par ordre d’Allah, je t’invite à embrasser l’islam. Il m’a envoyé pour guider tous les peuples, afin que je les avertisse de Son châtiment et que je mette en demeure les mécréants. Entre en islam, et tu seras sauf. Si tu refuses, tu porteras la responsabilité des péchés des mages. »
Toujours selon ces traditions, Khosrow II aurait déchiré la lettre de colère, s’exclamant :
« Un humble serviteur de mes sujets ose inscrire son nom avant le mien ! ».
Il ordonna alors à son gouverneur du Yémen, Badhan, d’envoyer deux hommes afin de capturer Muhammad et de le lui amener depuis le Hijaz.
Lorsque Abd Allah ibn Hudhafah as-Sahmi informa Muhammad de la réaction de Khosrow, ce dernier aurait déclaré :
« De même qu’il a déchiré ma lettre, Allah déchirera son royaume. »
Les envoyés de Badhan se rendirent à Médine, où ils demandèrent à Muhammad de les suivre. Le Prophète engagea la conversation en les interrogeant sur leur apparence : il leur demanda pourquoi ils rasent leurs barbes tout en laissant pousser leurs moustaches, ce à quoi ils répondirent que leur dieu le leur ordonne. Muhammad répondit que son Dieu lui ordonne de faire l’inverse : tailler la moustache et laisser croître la barbe. Il leur demanda ensuite de revenir le lendemain. Ce jour-là, il leur annonça que Khosrow avait été tué par son propre fils. Les envoyés, furieux, le menacèrent d’informer Badhan. Muhammad leur enjoignit d’écrire à leur maître, et ajouta que l’islam atteindrait les terres que Khosrow avait jadis gouvernées. Quelques jours plus tard, Badhan reçut la confirmation de la mort de Khosrow II. Selon la tradition, il embrassa alors l’islam, et Muhammad le confirma dans ses fonctions de gouverneur du Yémen.

## Union et descendance
Les deux principales épouses de Khosro II sont des chrétiennes : Maria, princesse byzantine, et Chirîn, une Araméenne originaire de Susiane ou du Khouzistan et de confession monophysite.
Selon la tradition : 
- Shirôyé/Kavadh II, Bûrândûkht, Azarmedûkht et Farrukhzad Khosro V sont les enfants de Khosro II et de Maria « la Romaine ».
- Mardânshâh et Shâhriar, le père de Yazdgard III, sont les fils de Chirîn[72].

Khosro II épousa également, sans doute pour des raisons politiques, Gurdîyagh, ancienne sœur-épouse de Vahram VI, puis femme du prétendant Vistahm. De son union avec Khosro II serait né :
- Djevanshir ou Juvān Shir (i.e. « Jeune Lion »), éphémère prétendant au trône en 630 après le meurtre de Schahr-Barâz.

## Évocations littéraires
- Khosrow et Chirine de Nizami.
- L'Oblat de Joris-Karl Huysmans, chapitre 2